# Anna (prénom)
Pour les articles homonymes, voir Anna.
Anna est un prénom féminin qui vient de l’hébreu Hannah. En français, Anna est une variante d’Anne, et en anglais, d’Ann.

## Étymologie
Ce prénom vient du prénom hébreu Hannah. Il signifie grâce en hébreu.

## Personnalités portant ce prénom
- Pour l'ensemble des articles sur les personnes portant ce prénom, consulter :
  - la liste des articles dont le titre commence par ce prénom
  - les listes produites par Wikidata : Liste des personnes de prénom « Anna » — même liste en incluant les éventuels prénoms composés qui contiennent « Anna ».